# Franciszek Kania
Franciszek Kania – (Mukuru) (ur. 28 września 1931 w Tokarni, zm. 2 listopada 2005 w Bielsku-Białej) – ksiądz pallotyn, długoletni misjonarz w Rwandzie.
Do Stowarzyszenia Apostolstwa Katolickiego wstąpił w 1950. Święcenia kapłańskie przyjął 4 czerwca 1961 z rąk bp. Zygmunta Choromańskiego w Ołtarzewie.
W latach 1961–1973 pracował w Rynie na Mazurach, Sulechowie, Poznaniu i Wałbrzychu.
W 1973 Franciszek Kania wyruszył do Rwandy w pierwszej grupie pallotyńskich misjonarzy posłanych do tego kraju.
Gdy pallotyni objęli w 1976 parafię Ruhango, w diecezji Kabgayi, jej proboszczem został ks. Kania. Przyczynił się on znacznie do rozwoju Ruhango, doprowadzając wodę i prąd elektryczny, a w 1980 wybudowany został tam kościół. Kania na misjach pracował przez 21 lat.
Po powrocie z misji w 1994 rozpoczął pracę duszpasterską w Bielsku-Białej. Po erygowaniu przez biskupa bielsko-żywieckiego w 1996 pallotyńskiej parafii pod wezwaniem św. Andrzeja Boboli został jej pierwszym proboszczem i posługę tę pełnił przez trzy lata. Nadzorował tu budowę Domu Misyjnego, a później współpracował z ks. Franciszkiem Mąkinią przy budowie kościoła parafialnego.
Był też kapelanem i opiekunem Diecezjalnego Wolontariatu Misyjnego oraz Diecezjalnym Sekretarzem Papieskiej Unii Misyjnej Duchowieństwa. 
Ks. Kania zawsze był otwarty na głosy parafian. Z inicjatywy właściciela schroniska na Dębowcu w roku 1996 rozpoczął cykliczne odprawianie niedzielnych mszy świętych dla turystów. Początkowo raz w miesiącu, a po wybudowaniu kapliczki na zboczu Dębowca w 1998 roku letnie msze święte (od maja do września) odprawiane są tam w każdą niedzielę. Również turyści drugiego schroniska na Szyndzielni (należącego do parafii) dzięki ks. Franciszkowi objęci zostali opieką duszpasterską. Tu z kolei msze święte odprawiane są od maja do września w ostatnią niedzielę miesiąca.
W 2003 wydał drukiem wspomnienia z misji pt. Rwanda wczoraj i dziś (ISBN 83-7031-359-0). Z tą książką jeździł do wielu parafii na terenie całego kraju, gdzie dzielił się swoim doświadczeniem i zachęcał do modlitwy i pomocy misjom.
29 października 2005 ks. Kania uległ udarowi mózgu i został przewieziony do bielskiego szpitala wojewódzkiego. Tam, nie odzyskawszy przytomności, zmarł.